# Manolo Solo
Manuel Jesús Fernández Serrano, conocido artísticamente como Manolo Solo (Algeciras), es un actor español, ganador de un Goya. Asimismo, ha actuado en series de televisión y en obras de teatro. También ha trabajado como músico y como actor, ajustador y director  de doblaje.

## Biografía

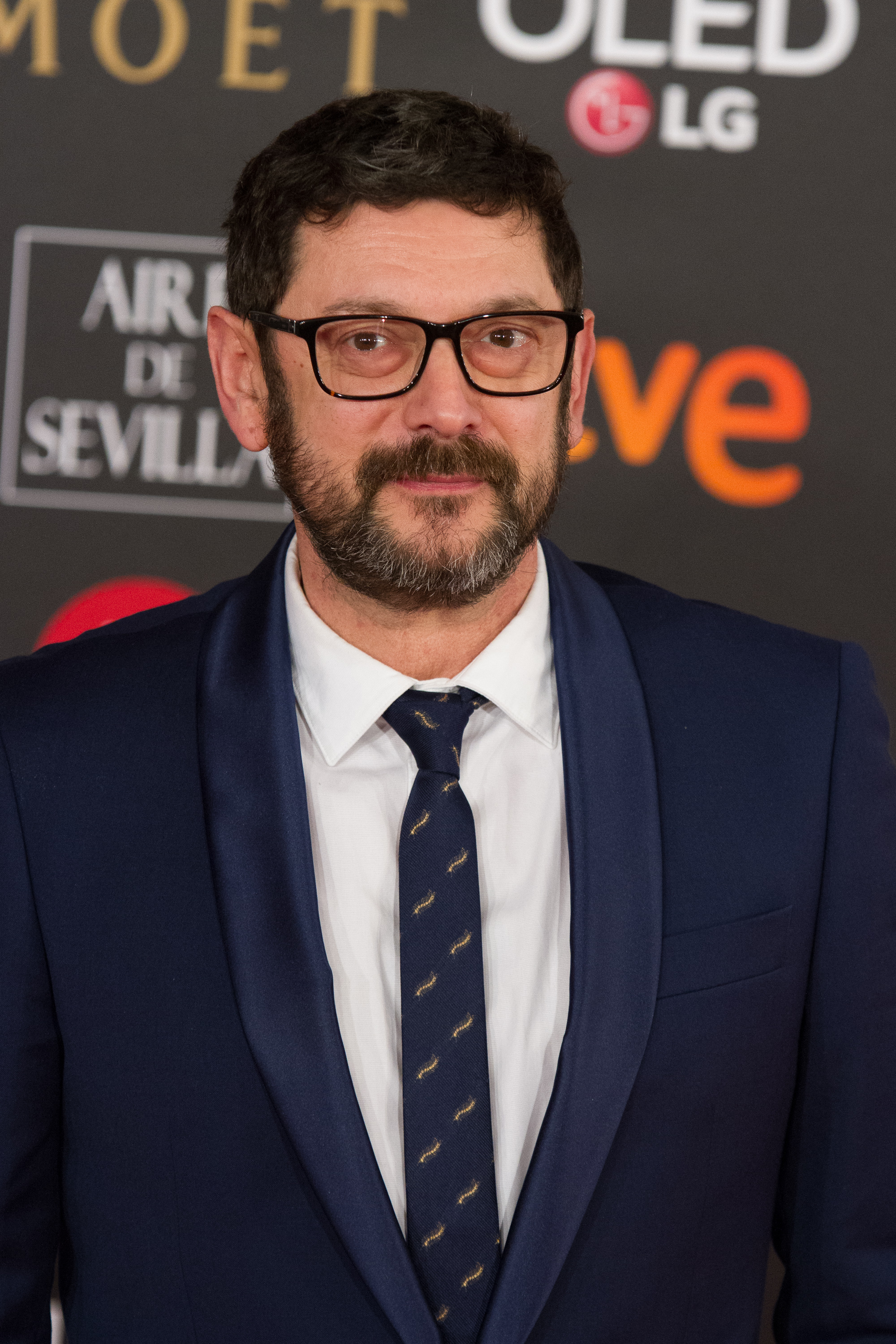
Manolo Solo en los Premios Goya 2018

Licenciado en Ciencias de la Educación por la Universidad de Sevilla. Estudió en el Instituto del Teatro de Sevilla sin llegar a graduarse. Ha estado nominado al Goya por B, la película donde interpretaba al juez Pablo Ruz y por El buen patrón, en la que encarnaba a Miralles. Ganó el Goya a actor de reparto por Tarde para la ira en 2016. Consiguió cuatro premios de la Unión de Actores en años consecutivos: Al mejor actor de reparto en cine en 2015 por La isla mínima; 2016 por B, la película y 2017 por Tarde para la ira y al mejor secundario de teatro por Smoking room en 2018. Ha recibido asimismo el premio Carmen de la Academia de cine de Andalucía en 2021 por El buen patrón así como premios a su trayectoria en varios festivales de cine (el Luz, en el Festival iberoamericano de Huelva en 2018; el Francisco Elías en el Festival de Islantilla en 2022 y el Talento andaluz Canal sur en el Festival de Málaga 2003).

## Series TV
- Bola de Dragón (1992) como Tao Pai Pai, Momo
- Bola de Dragón Z (1992) como Momo, Jeice, Androide 17
- Compañeros (2001) como Camello
- El comisario (2002)
- Un paso adelante (2002)
- Hospital Central (2003) como Bernabé
- Cuéntame cómo pasó (2004) como Maltratador
- Lobos (2005)
- Motivos personales (2005) como Fiscal
- 7 días al desnudo (2006)
- Tirando a dar (2006) como Chema
- Hermanos y detectives (2007-2009) como Sergio Blasco
- De repente, los Gómez (2009) como Director del colegio
- Paquirri (2010) como Medina
- Supercharly (2010) como Dr. Eugenio Gen
- Los misterios de Laura (2011) como Isaac
- Amar en tiempos revueltos (2011) como don Rogelio Orduña Modeo
- Homicidios (2011) como Teniente Liébana
- Historias robadas (2012)
- Aída (2012)
- Gran Reserva: El origen (2013)
- Mario Conde, los días de gloria (2013) como Carlos Solchaga
- El don de Alba (2013)
- Cuéntame un cuento: La bella y la bestia (2014) como Inspector Romero
- Prim, el asesinato de la calle del Turco (2014) como Coronel Ángel González Nandín
- El Ministerio del Tiempo (2015) como Subsecretario Emilio Redón
- Web Therapy (2016) como Jaime Antúnez
- Dragon Ball Super (2017) como Lord Bills/Beerus
- El incidente (2017) como Isidoro, el alcalde
- La zona (2017) como Alfredo Asunción
- Apaches (2018) como Inspector Prada
- La peste (2018) como Celso de Guevara
- El Continental (2018) como Alfonso Abascal
- Arde Madrid (2018)
- Justo antes de Cristo (2019) como Tribuno Gabinio
- 30 monedas (2020-¿?) como Cardenal Fabio Santoro
- Gente hablando (2020) como Fernando
- La Fortuna (2021) como Horacio Valverde

## Filmografía
- Cuando todo esté en orden (2002) como Juan
- Asalto informático (2002) como Max
- Carlos contra el mundo (2003) como Mol
- Astronautas (2003) como Lorenzo
- La flaqueza del bolchevique (2003) como Francisco
- Recambios (2004) como Miguel
- 15 días contigo (2005) como Indigente
- 7 vírgenes (2005) como Director centro
- El laberinto del fauno (2006) como Garcés
- Lola, la película (2007) como Joaquín Romero
- Pudor (2007) como Hombre X
- Las 13 rosas (2007) como Fontenla
- El cónsul de Sodoma (2009) como Meler
- Celda 211 (2009) como José María Roca, director de la cárcel
- Amador (2010) como Cura
- El gran Vázquez (2010) como Francisco Ibáñez
- Biutiful (2010) como Médico
- 23-F: la película (2011) como Fernando Castedo
- Verbo (2011) como Profesor
- Impávido (2012) como Tena
- ¿Quién mató a Bambi? (2013) como Taxista bizco
- Caníbal (2013) como Vecino
- Carmina y amén (2014) como Doctor
- La isla mínima (2014) como el periodista
- Dragon Ball Z: La Batalla de los Dioses, Dragon Ball Z: La Resurrección de F y Dragon Ball Super: Broly (2014-2019) como Lord Bills/Beerus
- B, la película (2015) como el juez Pablo Ruz
- Asesinos inocentes (2015) como Fiscal
- Tarde para la ira (2016) como Santi Triana
- Es por tu bien (2017) como Juan
- El guardián invisible (2017) como Doctor Basterra
- Los del túnel (2017) como José Manuel
- Tiempo después (2018) como el Alcalde
- La sombra de la ley (2018) como el Barón
- El silencio de la ciudad blanca (2019) como Mario Santos
- Sevillanas de Brooklyn (2021) como Antonio Galíndez
- El buen patrón (2021) como Miralles
- Josefina (2021) como Rafael
- Llenos de gracia (2022) como Vicario
- Girasoles silvestres (2022) como Roberto
- El hombre del saco (2023) como Quino Aguirre
- Cerrar los ojos (2023) como Miguel Garay
- Una quinta portuguesa (2025)

## Premios y nominaciones
Premios Goya
| Año  | Categoría                                   | Película          | Resultado |
| ---- | ------------------------------------------- | ----------------- | --------- |
| 2015 | Mejor interpretación masculina de reparto   | B, la película    | Nominado  |
| 2016 | Mejor interpretación masculina de reparto   | Tarde para la ira | Ganador   |
| 2021 | Mejor interpretación masculina de reparto   | El buen patrón    | Nominado  |
| 2024 | Mejor interpretación masculina protagonista | Cerrar los ojos   | Nominado  |

Premios de la Unión de Actores
| Año  | Categoría                        | Película             | Resultado |
| ---- | -------------------------------- | -------------------- | --------- |
| 2015 | Mejor actor de reparto de cine   | La isla mínima       | Ganador   |
| 2016 | Mejor actor de reparto de cine   | B, la película       | Ganador   |
| 2017 | Mejor actor de reparto de cine   | Tarde para la ira    | Ganador   |
| 2018 | Mejor actor secundario de teatro | Smoking Room         | Ganador   |
| 2022 | Mejor actor secundario de cine   | El buen patrón       | Nominado  |
| 2023 | Mejor actor de reparto de cine   | Girasoles silvestres | Nominado  |
| 2024 | Mejor actor protagonista de cine | Cerrar los ojos      | Nominado  |

Medallas del Círculo de Escritores Cinematográficos
| Año  | Categoría              | Película             | Resultado |
| ---- | ---------------------- | -------------------- | --------- |
| 2015 | Mejor actor secundario | B, la película       | Nominado  |
| 2016 | Mejor actor secundario | Tarde para la ira    | Ganador   |
| 2021 | Mejor actor secundario | El buen patrón       | Nominado  |
| 2022 | Mejor actor secundario | Girasoles silvestres | Nominado  |
| 2023 | Mejor actor            | Cerrar los ojos      | Nominado  |

Premios Feroz
| Año  | Categoría                           | Película          | Resultado |
| ---- | ----------------------------------- | ----------------- | --------- |
| 2017 | Mejor actor de reparto en cine      | Tarde para la ira | Ganador   |
| 2019 | Mejor actor de reparto en una serie | La peste          | Nominado  |
| 2021 | Mejor actor de reparto en una serie | 30 monedas        | Nominado  |
| 2022 | Mejor actor de reparto en cine      | El buen patrón    | Nominado  |

Premios de la Sociedad Internacional de Cinéfilos
| Año  | Categoría   | Película        | Resultado  | Ref.          |
| ---- | ----------- | --------------- | ---------- | ------------- |
| 2024 | Mejor actor | Cerrar los ojos | Subcampeón | [ 10 ] [ 11 ] |